# 通訊事務管理局辦公室
通訊事務管理局辦公室（簡稱通訊辦），是香港特別行政區政府商務及經濟發展局轄下的部門。於2012年4月1日成立，由前電訊管理局與前影視及娛樂事務管理處（廣播事務管理局之執行部門）轄下的廣播事務管理科合併而成，為獨立法定機構通訊事務管理局的行政部門，以營運基金模式運作。前影視處有關電影評級、管制淫褻及不雅物品和報刊註冊等工作則由通訊辦轄下的電影、報刊及物品管理辦事處負責。

## 歷任首長
通訊事務總監
- 利敏貞（2012年4月1日—2017年8月14日）
- 王天予（2017年8月15日—2019年5月14日）
- 梁仲賢（2019年7月8日[2]）

## 外部連結
- 通訊事務管理局辦公室官方網站 （页面存档备份，存于）
- 電影、報刊及物品管理辦事處官方網站 （页面存档备份，存于）